# Ерик Корнел
 Ерик Алин Корнел (на английски: Eric Allin Cornell) е американски физик. През 2001 г. заедно с Карл Уиман и Волфганг Кетерле е награден с Нобелова награда за физика „за постигането на Бозе-Айнщайнова кондензация в разредени газове от атоми на алкалните елементи и за ранните фундаментални изследвания на свойствата на кондензациите“. Първият синтез на Бозе-Айнщайнова кондензация е осъществен от Корнел и Уиман през 1995 г.

## Биография
Роден е на 19 декември 1961 г. в Пало Алто, Калифорния. Две години по-късно семейството му се премества да живее в Кеймбридж, Масачузетс. Завършва Станфордския университет, а през 1990 г. получава докторска степен по физика от Масачузетския технологичен институт. Става професор в Колорадския университет в Боулдър. Работи в Американския национален институт по стандарти и технологии към Департамента по търговия на САЩ.
През октомври 2004 г. лявата му ръка е ампутирана, за да се спре разпространението на инфекция, предизвикана от бактерията necrotizing fasciitis.